# Messeberg
Der Messeberg ist ein markanter Höhenrücken mit einer Höhe von 112 m ü. NHN zwischen Hoheneggelsen und Feldbergen.
Er entstand durch Halokinese. In ihm durchstoßen Gesteine des Jura die Lössdecke der Hildesheimer Börde. Auf der Kammlinie des Messeberges führt die Bundesstraße 1 entlang.